# Wappen von Kap Verde
Das Wappen von Kap Verde enthält einen Kreis, in dem der Staatsname auf Portugiesisch geschrieben steht. Der Kreis enthält zusätzlich eine Fackel in einem Dreieck. Diese Symbole repräsentieren Freiheit und Einheit des Staates. Die zehn Sterne, die den Kreis umgeben, symbolisieren, wie auch in der Staatsflagge, die Inseln von Kap Verde.

## Koloniales Wappen
1935 erhielten die Kolonien Portugals eigene Wappen. Die Wappen waren einheitlich gestaltet. Als gemeinsame Elemente zeigten sie die fünf Quinas des Wappens Portugals und fünf grüne Wellen auf Silber. Als eigenen Bestandteil zeigte Kap Verde ein grünes Feld mit drei Wellen in Silber. Darauf eine schwarze Karavelle mit weißem Segel und goldenen Verzierungen.

## Historische Wappen

Wappen von Portugiesisch Kap Verde zwischen dem 8. Mai 1935 und dem 11. Juni 1951
Wappen von Portugiesisch Kap Verde zwischen dem 11. Juni 1951 und dem 5. Juli 1975
Kleines Wappen zwischen dem 8. Mai 1935 und dem 5. Juli 1975
Wappen von Kap Verde zwischen dem 5. Juli 1975 und dem 22. September 1992